# تی‌آی–رالی
تی‌آی-رالی (انگلیسی: TI–Raleigh) یک تیم دوچرخه‌سواری در کشور هلند بوده.
این تیم در سال ۱۹۷۴ تأسیس و در سال ۱۹۸۳ منحل شده‌است، تیم تی‌آی-رالی در سال‌های ۱۹۷۷ و ۱۹۸۳ قهرمان بخش تیمی تور دو فرانس شده‌است.